# Joseph-Stanislas Lescorné

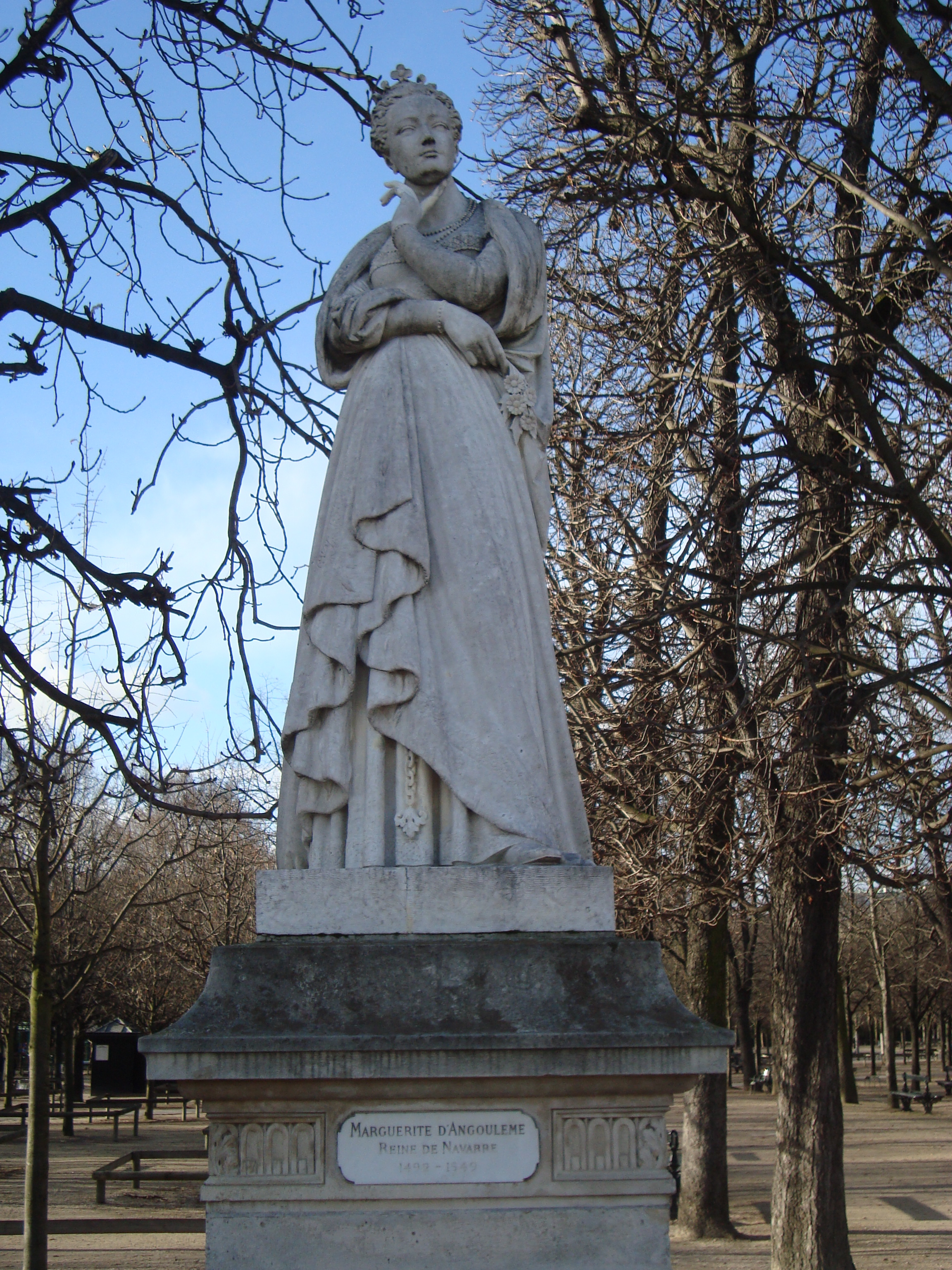
Margarita de Angulema (1848) del Jardin de Luxemburgo.

Joseph-Stanislas Lescorné, nacido en 1799 en Langres y fallecido en 1872 en París, es un escultor francés.

## Datos biográficos
Joseph-Stanislas Lescorné nace en 1799 en Langres. Su actividad como escultor discurrió en París.
Alumno de los escultores Pierre Cartellier y Louis Petitot. Comenzó a exponer en el Salón de París de 1827.
En el Salón de los artistas franceses de 1834 presentó el busto de Edme Bouchardon
Durante el reinado de Luis Felipe, le encargaron dos bustos para el Palacio de Versailles, uno de Nicolas de La Brousse (183-1840) , realizado alrededor de 1839 y otro de Claude de Lorraine(1526-1573). También realizó en este periodo la estatua del escritor y moralista Jean de La Bruyère, que adorna la fachada del Cour Napoleón del Palacio del Louvre.
En el Salón de París de 1848, presenta la escultura de mármol Clitia. La crítica de la época alaba la elección del tema mitológico, próximo a la metamorfosis. También dice:
"Esta estatua, llena de gracia y el sentimiento, no deja nada que desear, un poco más de información y el enfoque. Algunos archivos adjuntos son demasiado flojos especificado, la ejecución de aquí y allá, es un poco regordeta, pero es un defecto que puede ser reparado con ocho días de trabajo. El Sr. Lescornez es con el cincel flexible y concluyente, y sin afectar a la expresión de deliciosa languidez del rostro Clytie, puede darle mayor firmeza "
Ese mismo año (1848) presentó la estatua de Margarita de Angulema. Realizada para el proyecto del jardín de Luxemburgo, promovido por Luis Felipe, que fue el encargado de elegir las personas reproducidas en las esculturas de las Reinas de Francia y mujeres ilustres .
El 23 de junio de 1861, se instala la estatua de la figura en pie de Jean de Joinville , en Joinville Le Pont, en la rue du Grand-Pont, decorada con tres bajorrelieves.

## Obras
Entre las mejores y más conocidas obras de Joseph-Stanislas Lescorné se incluyen las siguientes:
- Clitia (1848), salón de 1848 conservado en el Museo de Picardía, en Amiens.

- Margarita de Angulema (1848) de la serie de Reinas de Francia y mujeres ilustres del Jardin de Luxemburgo en París.

- Jean de La Bruyère , estatua de piedra en la fachada del cour Napoleón Louvre, París

- Nicolas de La Brousse, conde de Vertillac, mariscal de campo y armas del Rey (muerto en 1693)

Nicolas de La Brousse, comte de Vertillac, maréchal des camps et armées du Roi (mort en 1693). (183-1840) Busto en el Castillo de Versalles
- Claude de Lorraine, duque de Aumale, coronel de la caballería francesa (1526-1573)

Claude de Lorraine, duc d'Aumale, colonel de la cavalerie française (1526-1573) Busto en el Castillo de Versalles
- Busto de Edme Bouchardon, (1834) presentado en el Salón de París, se conserva en el Museo de Bellas Artes de Troyes. existe un modelo en yeso y una copia en mármol.

- Jean de Joinville, estatua en pie de bronce , instalada en la plaza principal de Joinville Le Pont[5]

- Julien Joseph Vircy (1775 1841), médico de Joinville Le Pont , busto,[6]

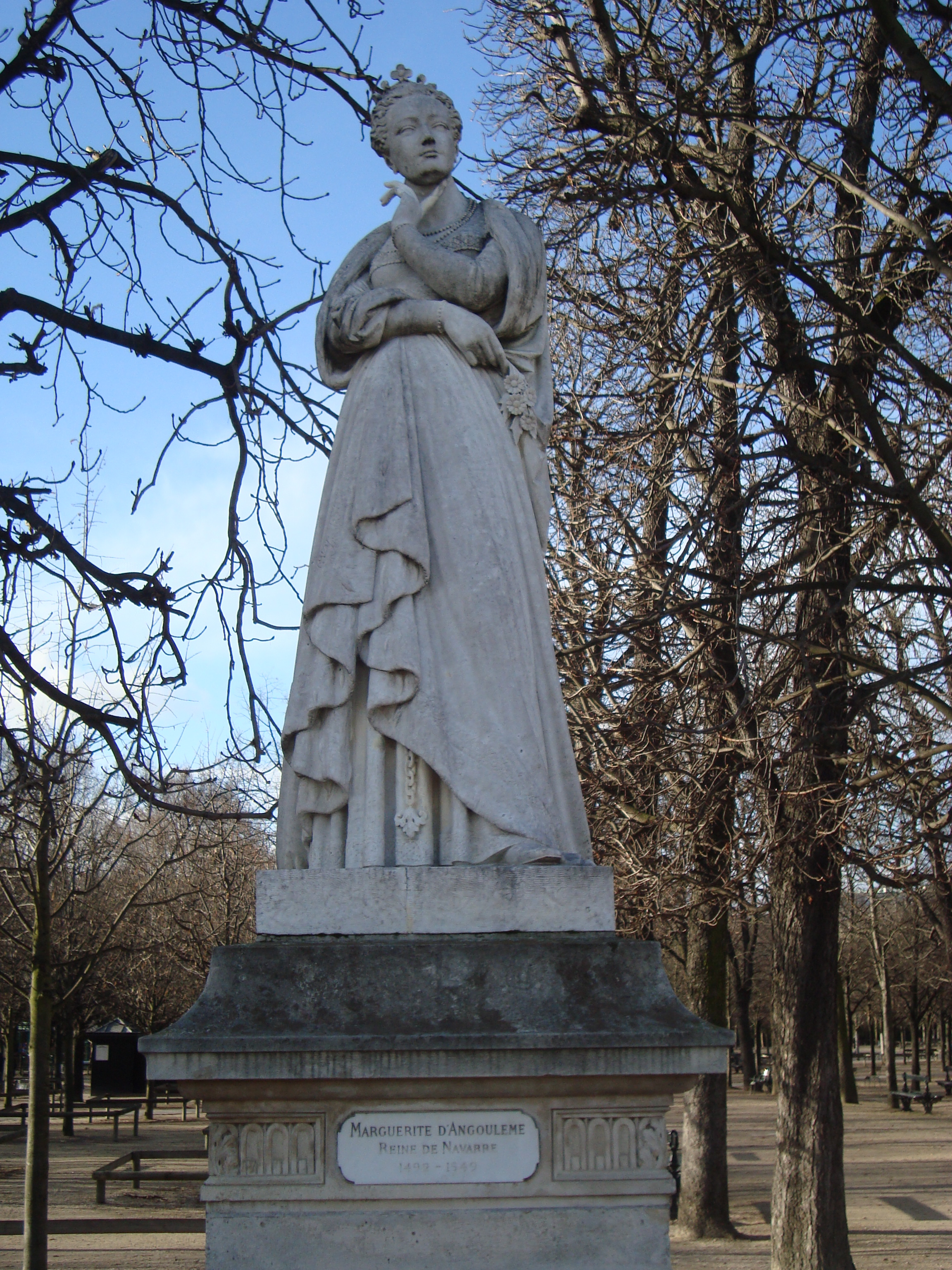
Margarita de Angulema (1848) del Jardin de Luxemburgo.
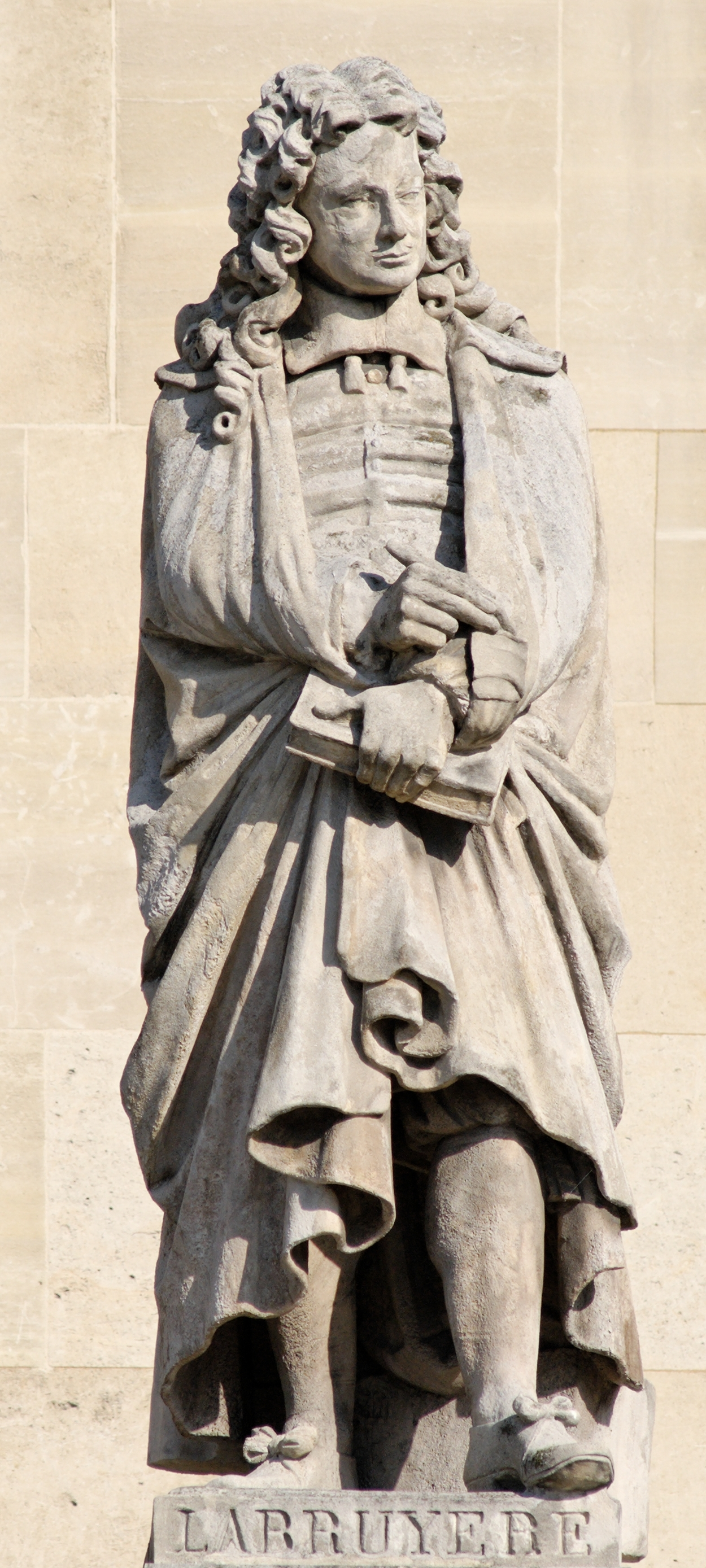
La Bruyère cour Napoleón Louvre, París
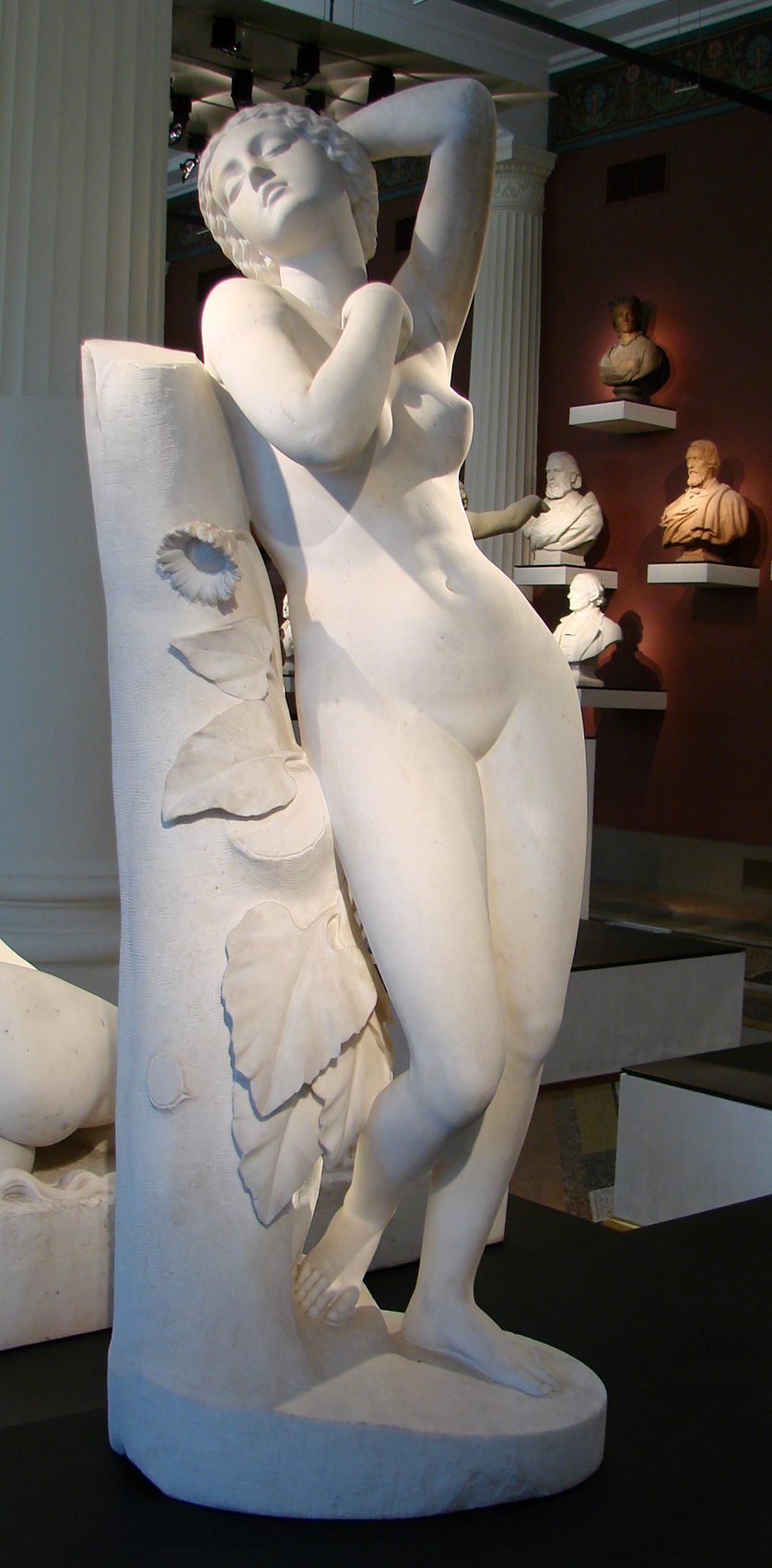
Clitia (1848), Museo de Picardía, en Amiens.
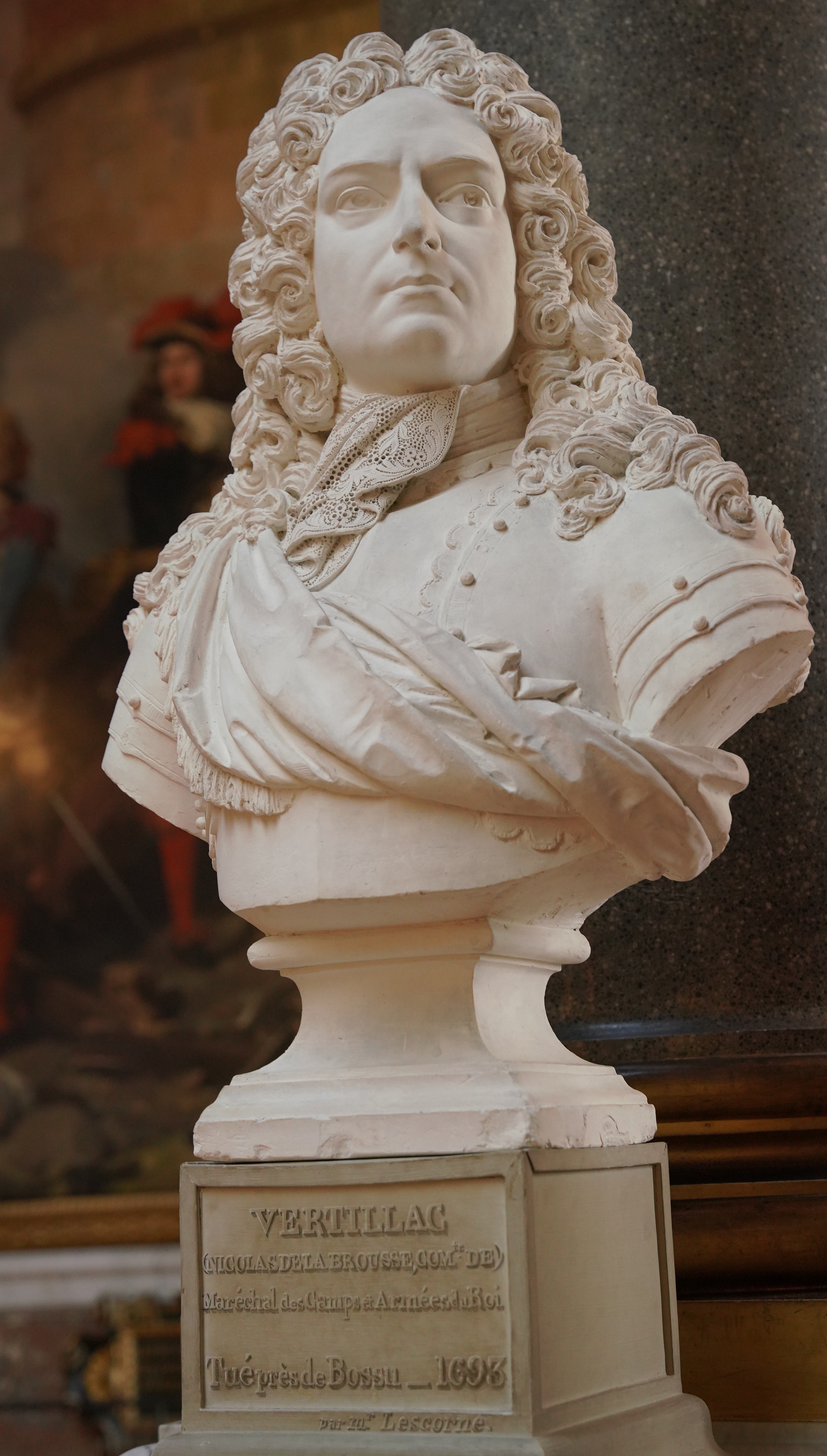
Nicolas de la Brousse